# The Sims 4: Конное ранчо
The Sims 4: Конное ранчо (англ. The Sims 4 Horse Ranch) — 14-е дополнение к компьютерной игре The Sims 4, выход которого состоялся 20 июля 2023 года. Расширение добавляет в игру лошадей, а также миниатюрных овец и козлов. Симы могут тренировать своих лошадей и устраивать скачки. Дополнение также вводит игровой мир, вдохновлённый «диким западом». Впервые лошади во франшизе The Sims появлялись в дополнении «The Sims 3: Питомцы».
Посвятить дополнение лошадям разработчики решили в связи с тем, что многие фанаты серии давно просили добавить лошадей, как домашних животных в The Sims 4. Самой сложной частью в разработке было созданий анимации лошадей и обход препятствий, учитывая их крупные размеры. Дополнение также добавляет коллекции предметов и аксессуаров ковбойской тематики и коренных народов США.
Оценка игрового набора была смешанной. Критики похвалили саму тему дополнения и реализацию игрового процесса, связанного с лошадьми и возможности настройки их внешности. Основной критике подверглось количество предоставленного контента, чувство его недоделанности и которого явно не хватает для отдельного дополнения. По количеству предоставленного контента Конное ранчо скорее напоминает игровой набор, но продающийся по цене дополнения.

## Игровой процесс
Дополнение вводит лошадей, как третий вид домашних питомцев после «кошек и собак», они являются членами семьи и их можно создать в редакторе персонажа и настраивать им внешность. В редакторе персонажа доступны готовые шаблоны различных лошадиных пород, которые затем можно настраивать и изменять по своему вкусу. Игровой сим также может купить лошадь или разводить их. 
Лошади могут заводить отношения друг с другом и рожать жеребят. Сим может дрессировать лошадей, брать их на скачки. Дополнение позволяет создавать полностью настраиваемое ранчо, в том числе и конюшни для лошадей. Хозяину требуется поддерживать чистоту стойла. Сим может собирать луговую траву для кормления своих животных и использовать их навоз для удобрения растений в огороде. Вместе с лошадьми в дополнении представлен приобретаемый навык верховой езды, который требуется для успешных скачек. Лошади не привязаны к одному игровому миру и сим может путешествовать на них во всех доступных игровых мирах. 
Лошади в свою очередь могут тренировать четыре навыка — темперамент, ловкость, прыжки и выносливость, сим может развивать эти навыки, тренируясь на специально отведённых полосах препятствий. Опытные наездники и лошади могут выигрывать награды в конноспортивном комплексе. Сим также может заниматься коннозаводством, разводить лошадей и тренировать их, чтобы затем продавать. Помимо лошадей, дополнение вводит миниатюрных овец и козлов, с которыми также можно выстраивать дружеские отношения, но нельзя добавлять в семью, как с животными из «Загородной Жизни». Симы могут стричь овец и доить коз, чтобы продавать полученные продукты за симолеоны.
Дополнение вводит игровой мир Честнат-Ридж (англ. Chestnut Ridge), вдохновлённый пустынями и горами Аризоны. Игровой мир представляет собой обширную пустынную локацию со скалами, извилистыми реками и небольшим городком. Обширные пространства подходят для прогулок и скачек на лошадях. Дополнение также вводит коллекцию предметов в стиле ранчо, атрибутов «дикого запада». Стилистика предметов также вдохновлена культурами Мексики и коренных народов Америки. В городке имеется конноспортивный комплекс для тренировок с лошадьми. В городке организовываются другие мероприятия, такие как пикники или совместные танцы. Дополнение также вводит винный пресс для создания «нектара» и его продажи. Сим в качестве ингредиентов может использовать разные фрукты, картошку или мусор. Употребление нектаров из разных рецептов вызывает разные эффекты у симов. Их также можно продавать. В Честнат-Ридж есть скрытая локация, войдя в которую запускается ролевая текстовая игра.
| Основной список расширений  | Описание |
| --------------------------- | --- |
| Главная тема дополнения     | Лошади, аминиатюрыне козы |
| Новый игровой мир           | Честнат-Ридж |
| Стиль нового игрового мира  | Городок дикого запада |
| Новый тип участка           | Дикий бурьян |
| Расширение геймплея         | Введение лошадей кошек и собак и связанные с ними взаимодействиями, дрессировка лошадей, дополнительные взаимодействия с миниатюрными козами и овцами                    |
| Новые навыки                | Верховая езда, приготовление нектара, навыки для лошадей |
| Новые интерактивные объекты | Пресс для приготовления нектара, кресло-качалка, спальный мешок, танцпол, предметы для лошадей, такие как поилка, кормушка, мяч для игры, препядствия для бега и прыжков |
| Новые карьеры               | — |
| Стиль мебели                | ранчо, винтаж, вестерн |
| Новые объекты коллекции     | — |
| Новый вид смерти            | смерть лошади от старости |
| Сверхъестественные элементы | лошади-призраки |

## Разработка
Лошади стали одной из самых запрашиваемых тем у фанатов серии The Sims после их появления в дополнении «The Sims 3: Питомцы» 2011 года. Ещё в 2017 году некоторые игроки остались недовольными отсутствием этих животных в дополнении «Кошки и Собаки». Игровым сообществом было обнаружено упоминание лошадей в коде дополнения «Кошек и собак», то есть изначально планировалось туда включить лошадей. Разработка дополнения с лошадьми была косвенно подтверждена после выпуска «Загородной жизни» в 2021 году о домашнем скоте, тогда игроки снова стали выражать уже более массовое недовольство по поводу отсутствия лошадей несмотря на очевидно подходящую тематику дополнения. Продюсер Ромео ответил на критику, что «создание лошадей с той глубиной игрового процесса, которые они заслуживают является крайне сложной задачей». 

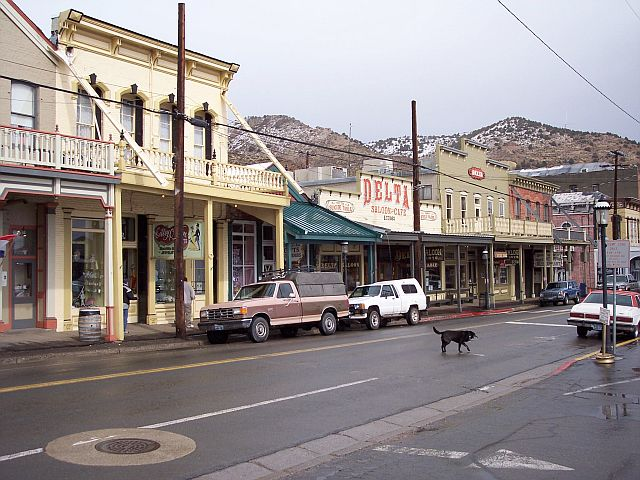
Вирджиния Сити, Невада. При создании Честнат-Ридж разработчики вдохновлялись локациями «дикого запада»

Игромеханически лошади создавались аналогичными собакам и кошкам из одноимённого дополнения, они обладают разными чертами характера, их можно создавать и настраивать в CAS, делать членами семьи, но нельзя прямо управлять, как симами. Создание лошадей сопровождалось значительными трудностями, так как речь шла об отдельном виде со своими анимациями. Разработка дополнения в целом была сосредоточена исключительно на лошадях и взаимодействии симов с ними, команда хотела придать им реалистичное поведение и индивидуализм. Из-за крупных размеров лошади и специфики её передвижений, аниматоры должны были удостовериться, чтобы лошади обходили препятствия, ограниченные пространства и не проходили сквозь текстуры и чтобы это выглядело естественно в глазах игрока. В The Sims 4 лошади могут перемещаться внутри помещения, гулять на мелководье но не могут попадать в квартиры через лифт. В The Sims 3 лошади могли попадать в помещения только через специальный вход для лошадей. Другая техническая сложность была связана с общающимися симами — наездниками. Команда проделала большую работу над тем, чтобы симы на лошадях могли беспрепятственно общаться между собой без необходимости постоянно спешиваться с лошади и обратно садиться на неё.
Для команды было важно изобразить лошадей, как разумных и требующих уважения существ, а не как живых инструментов, поэтому развитие дружеских отношений играет крайне важную роль между лошадью и её хозяином, если последний хочет освоить верховую езду. Разработчики описывали лошадь, как отправную точку в формировании отношений с лошадьми, наслаждения от совместного времяпровождения и езды на них. Лошадей озвучивал актёр-человек, так как он лучше мог вокализовать разные эмоции лошадей. Разработчиками было создано множество взаимодействий с лошадьми для формирования с ними дружеской связи, а также связанные с ними способы заработка денег. 
В дополнение к лошадям в дополнение были добавлены миниатюрные козы и овцы, которые игромеханически аналогичны домашнему скоту из «Загородной жизни», представляя собой тип объекта, с которыми можно развивать отношения, но которые не являются членами семьи и которых можно теоретически приобрести в бесконечном количестве. 
Для более достоверного изображения лошадей, разработчики посещали конный центр и общались с лошадьми. Так как эти животные были одними из самых запрашиваемых тем у игроков, создатели хотели тщательно подойти к их разработке и предоставить игрокам качественный продукт. Создатели также вдохновлялись некоторыми фильмами жанра вестерн и фильмами с лошадьми, в частности Миром Дикого Запада, Хартлендом и Йеллоустоном. Соответственно сами лошадиные скачки отсылают к западному стилю. Сам городок Честнат-Ридж также вдохновлён эстетикой сельского пейзажа великого американского запада. Для создания участков для городка привлекались создатели пользовательского контента. Природный ландшафт Честнат-Ридж схож со Стрейнджервилем из одноимённого игрового набора, хотя игровой мир от туда вдохновлён мифами о пришельцах.
Разработчики в процессе создания дополнения консультировались с коренными американцами для достоверного и уважительного изображения культуры индейцев. В результате совместной работы с консультантов была создана коллекция одежды, ассоциирующаяся индейцами юго-запада США, а также коллекция блюд, например «Три сестры». Дополнение отсылает к общему образу индейцев юго-запада США, а не к конкретному племени, учитывая их многочисленность. В рамках маркетинговой компании, EA также пожертвовала деньги некоммерческой организации Sacred Healing Circle, занимающееся сохранением общин и культуры коренных американцев.

## Анонс и выход
Неподтверждённые слухи о добавлении лошадей в игру гуляли среди фанатской аудитории на протяжении почти десяти лет после выпуска The Sims 4. Множество намёков на предстоящий выпуск дополнения о лошадях был найден в материале предыдущего дополнения «Жизненный путь». В июне произошла серия информационных утечек о дополнении, после того, как название расширения было опубликовано на ключевых сайтах ритейлеров. Также ещё до официального анонса на платформе Steam была допущена утечка скриншотов дополнения и его описания. Официальный анонс с выходом трейлера состоялся 22 июня 2024 года.
Дополнение вышло 20 июля 2023 года на платформах Windows, Mac, PlayStation 4 и 5, а также Xbox One и Xbox Series X/S. Игроки, купившие или заказавшие дополнение до 31 августа 2023 года могли получить эксклюзивные предметы.

### Реакция и споры
Реакция игрового сообщества, последовавшая после серии информационных утечек была положительной, учитывая что лошади были одной из самых запрашиваемых тем у фанатов, особенно после выхода «Загородной жизни» в 2021 году. За несколько лет моддерами было выпущено несколько расширений, добавлявших в игру лошадей. Представительница PC Gamer предрекла успех дополнения у поклонников виртуальных лошадей, вспоминая большое количество модификаций, выпущенных для лошадей к The Sims 3.
Редакция GamesRadar приметила, как The Sims 4 становится похожей на Stardew Valley. Мэтт Уэльс с сайта Eurogamer в шутку заметил, что EA в последние годы занимается «крестовым походом на фанатов», упоминая появление за последние несколько лет младенцев, оборотней, более реалистичных подростков, а теперь и лошадей — того, о чём так долго просили фанаты серии. Редакция GameRant наоборот выразила недовольство столь поздним появлением лошадей, заметив что они должны были быть включены ещё в дополнении «Кошки и Собаки», как это было сделано в «Питомцах» для The Sims 3.
Уже сам выход дополнения сопровождался спорами относительно недостатка контента, многие игроки были например разочарованы отсутствием единорогов, присутствовавших вместе с лошадьми в The Sims 3: Питомцы. Датамайнеры обнаружили в коде дополнения скрипты, связанные с единорогами, то есть изначально разработчики планировали добавить их, как оккультный вид, но в итоге в игре доступен только рог единорога, как аксессуар для лошади. Некоторые журналисты заметили, что конное ранчо стало самым ярким примером поздней политики EA по разбиванию игрового материала на более малые и многочисленные DLC, но продающиеся высшей цене. Для решения основных недостатков в игровом процессе, интернет-пользователями было выпущено множество модов. 

## Музыка

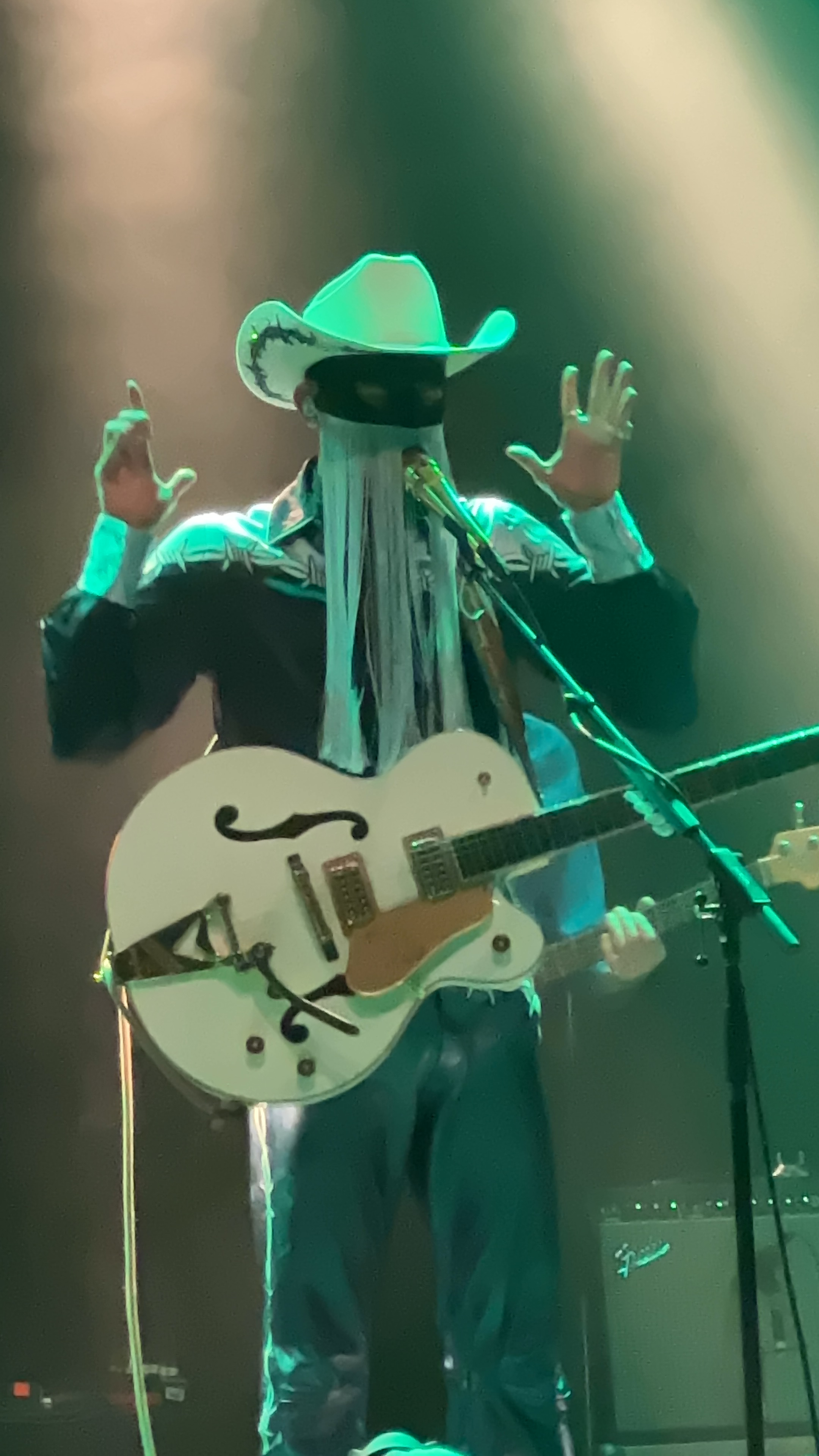
Орвилл Пек, один из певцов, чей сингл был перезаписан на симлише для дополнения

Для дополнения свои песни на симлише перезаписали певцы, вместе с дополнением была добавлена радиостанция с музыкой жанра «ранчо». Для дополнения свои песни например записали Хейли Уиттерс, Эль Кинг, Орвилл Пек, Old Dominion, BRELAND и другие. 
| №   | Название                    | Автор(ы)             | жанр/звучит в? | Длительность |
| --- | --------------------------- | -------------------- | -------------- | ------------ |
| 1.  | «Natural»                   | BRELAND              | ранчо          | 2:45         |
| 2.  | «Everything She Ain't»      | Хейли Уиттерс        | ранчо          | 2:31         |
| 3.  | «Queen of Hearts»           | Шон Олиу             | ранчо          | 2:54         |
| 4.  | «FORBEN GLABE»              | The Ray Dolls        | ранчо          | 3:15         |
| 5.  | «Any Turn»                  | Орвилл Пек           | ранчо          | 2:17         |
| 6.  | «Memory Lane»               | Old Dominion         | ранчо          | 2:53         |
| 7.  | «Tulsa»                     | Эль Кинг             | ранчо          | 2:43         |
| 8.  | «I've Been Waiting For You» | The Scarlet Opera    | инди           | 3:02         |
| 9.  | «Barley»                    | Water From Your Eyes | инди           | 3:41         |
| 10. | «Angelica»                  | Wet Leg              | инди           | 4:11         |
| 11. | «Call Me What You Like»     | Lovejoy              | инди           | 3:59         |

## Критика
| Сводный рейтинг    | Сводный рейтинг |
| Агрегатор          | Оценка          |
| ------------------ | --------------- |
| Metacritic         | 68/100          |
| OpenCritic         | 68/100          |
| Иноязычные издания |                 |
| Издание            | Оценка          |
| Digital Spy        | [ 47 ]          |
| KeenGamer          | 8/10            |
| Twinfinite         | 3,5/5           |
| God is a Geek      | 7,0             |
| GamesHub           | [ 51 ]          |
| GGRecon            | [ 52 ]          |

Дополнение «Конное Ранчо» в целом получило смешанные отзывы от игровых критиков, средние оценки по данным агрегаторов Metacritic и Opencritic составили 68 баллов из 100 возможных. «Конное ранчо» относится к тому типу DCL, которые вводит дополнительную функцию в игру, но не расширяет базовый геймплей, как например предыдущее дополнение «Жизненный путь». 
Главные споры касались относительно малого количества игрового материала, при том, что «Конное Ранчо» продавалось, как «дополнение», а не «игровой набор» — второй тип DLC, предлагающий меньшее количество контента, но и за меньшею цену. Критики, оставившие сдержанные оценки объясняли свой выбор недовольством того, что «Конное Ранчо» было выпущено, как «дополнение», а не как «игровой набор», при том, что у него очевидно недостаточно игрового контента для того, чтобы продаваться по цене «дополнения». Критик Screen Rant упоминал, что игровые наборы в отличие от дополнений как правило углубляются в одну узкоспециализированную тему, и по всем признакам «Конное ранчо» создавалось именно как игрой набор, который в последствии решили переделать в дополнение.  
Обозреватель GamesHub отдельно назвал дополнение упущенной возможностью, упоминая жалобы игроков по поводу например отсутствия скрытой локации или единорогов, как волшебного вида. Ряд критиков выразили разочарование по поводу фактического отсутствия гонок, заметив, что конноспортивный комплекс в игре — это кроличья нора, также указывали почти на полное отсутствие взаимодействий лошадей с детьми. Критик сайта themaneqest сам будучи конником-любителем заметил, что на протяжении всего игрового процесса он ощущал чувство недоделанности игрового процесса, он также обнаружил для себя множество неофициальных модов в интернете, которые неплохо компенсировали многие недостатки в геймплее, например настенные держатели для сёдел, тюки сена и соломы разных размеров, мешки с кормом, и так далее. 
При этом вне данного контекста игровой процесс, связанный с лошадьми выполнен очень качественно. Обозревательница Kenn Gamer сравнивая игровой процесс лошадей с аналогичным геймплеем в The Sims 3 указывала на лучшею их проработанность в The Sims 4, в том числе и благодаря интеграции с сельским хозяйством. Иное мнение высказали критики themaneqest и GameRant, наоборот заметил, что в третьей части было больше взаимодействий с лошадьми, нежели в четвёртой Критик Gamerant назвал это абсолютным позором для создателей, ведь лошади в «The Sims 3: Питомцы» были лишь частью контента, а в The Sims 4 им посвящено целое дополнение. 
Некоторые критики отметили высокое качество анимаций лошадей, благодаря чему эти животными приобретают в игре свою индивидуальность. Редактор создания лошади впечатляет и позволяет в мельчайших подробностях настроить породу, форму и окрас лошади, редактор themanequest заметил, что дополнение позволяет создать «лошадь своей мечты», однако он упрекнул лошадей за «мультяшность» — непропорционально крупные глаза, но это можно исправить в CAS. Комментируя доступные аксессуары для лошадей, критик указал на недостаток их разнообразия, но и оценил факт того, что среди них нет предметов, отсылающих к жестокому обращению с животными, например удила или сапоги для симов со шпорами. Дополнение ввиду своей узкоспециализированной тематики подойдёт прежде всего поклонникам виртуальных лошадей и животных. Без учёта уникальных особенностей, игровой процесс по уходу за лошадьми схож с собаками и кошками из одноимённого дополнения. Уход за лошадьми рецензентам KeenGamer и Twinfinite не показался слишком обременительным, например в сравнение с уходом за младенцами.
Многие критики оценили игровой процесс, связанный с сельским хозяйством, позволяя превращать игру в симулятор фермы, козы и виноделие выступают приятным дополнением к этому. Некоторые обозреватели заметили, что сельское хозяйство в «Конном Ранчо» отлично интегрируется с животноводством из «Загородной Жизни», а также с дополнением «Кошки и Собаки». Критик Themaneqest оценил введение навыка верховой езды, сетуя на то, что в компьютерных играх с верховой ездой как правило персонаж по умолчанию умеет кататься на лошади, что не соответствует реальности.
Критики оценили размеры локацией в игровой мире Честнат Ридж и то, как город интегрирован с игровым процессом, связанным с лошадьми, позволяя рассекать обширные расстояния. Они также похвалили визуальный стиль города, отсылающий к дикому западу. Рецензент GamesHub отдельно оценил скрытую мини-игру с очками здоровья при исследовании пещеры. Критик Digital Spy однако заметил, что город несёт скорее декоративные функции и доступные в нём мероприятия не отличаются от таковых в других игровых мирах.